# 赛氏女教士螺
赛氏女教士螺（学名：Pythia cecillei），是耳螺科扁耳螺属的一种。扁耳螺屬舊屬原始有肺目，今屬真有肺類。

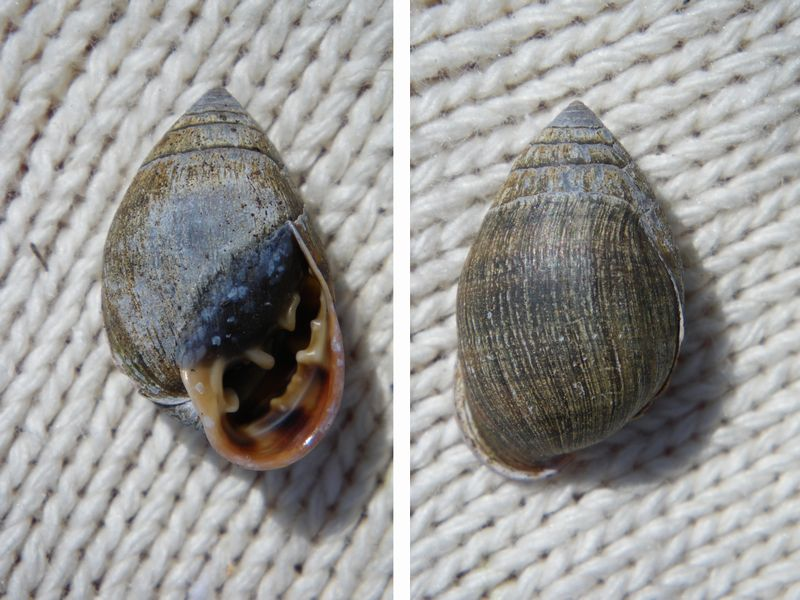
Apertual and abapertural view of a shell of Pythia cecillei.

本物種的種小名是一個向當時法國七月王朝的海軍上將讓-巴蒂斯特·賽西爾（Jean-Baptiste Cécille）致敬的献名。

## 分佈
主要分佈於中国大陆及日本，常栖息在潮间带高潮区。本物種目前在日本屬於瀕危。